# Bog Otac
Bog Otac, pravim imenom Jahve (Ja sam onaj koji jesam), u kršćanstvu je prva osoba Presvetog Trojstva, stvoritelj i uzdržavatelj svega svijeta, Otac druge božanske osobe - Sina - Isusa Krista. Iz njega i Sina proizlazi Duh Sveti.

## Bog Otac u Trojstvu
U kršćanstvu Bog je Otac na način drugačiji nego u ostalim religijama. Otac ima vječan odnos sa svojim jedinorođenim Sinom – Isusom Kristom, a taj se odnos sastoji u isključivoj i bliskoj vezi koja se temelji na samoj njihovoj naravi. Očinstvo je vlastito božanskoj naravi u vidu vječnog odnosa Oca i Sina. Kršćanska teologija ovaj nauk razvija iz Isusovih riječi u evanđelju: „Sve je meni predao Otac moj i nitko ne pozna Sina doli Otac niti tko pozna Oca doli Sin i onaj kome Sin hoće objaviti” (Evanđelje po Mateju 11,27).
Bez obzira na razliku koja iz toga odnosa proizlazi, Otac nije neki drugi bog u odnosu na Sina koji se utjelovio kao Isus, ili u odnosu na Duha Svetoga koji iz njega izlazi. Riječ je o jednom jedinom Bogu u tri različite osobe (grč. hipostasis), no svaka od njih ima istu božansku bit, jednu božansku narav i moć te jednu božansku volju. Nijedna od tih božanskih osoba nije stvorena, nego je oduvijek postojala te nije bilo vremena kad je ne bi bilo.
Ovakav trojstveni nauk razrađen je u kršćanstvu kao odgovor na prva krivovjerja, osobito kao odgovor na arijanstvo i na nestorijanstvo na prvim ekumenskim saborima, kao što je Prvi nicejski sabor, Prvi carigradski sabor, Efeški sabor i Kalcedonski sabor, a dogmatski izričaj toga nauka sažimaju simboli vjere: Nicejsko vjerovanje ( izvorni tekst na WikIzvoru: Nicejsko vjerovanje) i Nicejsko-carigradsko vjerovanje ( izvorni tekst na WikIzvoru: Nicejsko-carigradsko vjerovanje).

### Razlike u teološkom tumačenju
U pravoslavnoj teologiji Bog Otac izvor je Sina i Duha, dok u katoličkoj teologiji sve tri osobe Presvetog Trojstva svoje izvorište imaju u božanskoj naravi. Ovo, međutim, nije dogmatska razlika među dvjema crkvama, nego samo razlika u teološkom tumačenju.

## Otac čovječanstva
Bog Otac na taj je način bitno određen kao Otac u odnosu na Sina - Isusa Krista. No, u isto vrijeme, on je i Otac svih ljudi, koji se nazivaju djecom Božjom. On je Otac čovječanstva kao stvoritelj i uzdržavatelj svega, pa se i sama ideja obitelji izvodi iz Božjeg odnosa prema čovječanstvu i samome čovjeku, a sam je Bog uzor svake obitelji (usp. Poslanica Efežanima 3,15).

## Otac kršćana
Ipak, postoji još dublji smisao prema kojem kršćani vide Boga kao Oca. Krštenjem »u Isusa Krista«, kršćani se združuju s Kristom, te tako sudjeluju u njegovu sinovstvu. Ovaj nauk vidljiv je i iz novozavjetnih tekstova: »Kada dođe punina vremena, odasla Bog Sina svoga: od žene bî rođen, Zakonu podložan da podložnike Zakona otkupi te pimimo posinstvo. A budući da ste sinovi, odasla Bog u srca vaša Duha Sina svoga koji kliče: »Abba! Oče!« (Poslanica Galaćanima 4,4-7).
U tom smislu kršćani mole i molitvu Oče naš kojoj ih je, prema evanđeljima, naučio Isus Krist.

## Bog kao otac u inim religijama
I u nekim se drugim religijama Boga, ili vrhovnog boga, naziva Ocem, ako je stvoritelj svijeta ili otac drugim bogovima, ili pak začetnik nekog naroda. Od tri velike monoteističke religije, Bog se naziva Ocem u kršćanstvu i u židovstvu. U židovstvu on je Otac jer je stvorio svijet i čovječanstvo, te je patrijarhalni zakonodavac svome izabranom narodu s kojim obdržava posebnu vezu. Izraelski je narod u Bibliji često nazivan njegovim »prvorođenim sinom.«